# Slimane (cantant)
Slimane (francès: Slimane Nebchi)  (Montfermeil, 13 d'octubre de 1989) nom artístic de Slimane Nebchi, és un cantant, actor i compositor francès. Nebchi va guanyar la temporada 5 de The Voice: la plus belle voix el 2016, i des de llavors ha publicat un àlbum debut i nou senzills.
Està previst que representi França al Festival de la Cançó d'Eurovisió 2024 amb la cançó "Mon amour".

## Biografia
Slimane Nebchi va néixer el 13 d'octubre de 1989 a Chelles, Seine-et-Marne, França. És d' origen algerià a través dels seus avis, que van emigrar a París des de Biskra i Ghazaouet. Va assistir al Lycée Jehan de Chelles, després es va traslladar a Les Lilas, un suburbi de París, on va treballar per a la société ATEED.

## Cantant
Va començar a posar música en línia amb composicions pròpies com "Toi et moi", "Je n'y suis pour rien", "Salem" i "Amour Impossible", aquesta última com a duo amb la princesa Sofia. Abans del francès The Voice, va participar en una sèrie de concursos musicals; Nouvelle Star el 2009, X Factor el 2011 i Encore une chance el 2012 i a la temporada 2 de Je veux signer chez AZ. Va actuar durant Star Music Beach Tour el 2012 amb Richard Cross.
El 2015, va obtenir un paper secundari al musical francès Marie-Antoinette et le Chevalier de Maison-Rouge de Didier Barbelivien, que es va llançar el 2017.

## Discografia

### Àlbums d'estudi
| Títol                   | Detalls                                                                                                  | Posicions màximes dels gràfics | Posicions màximes dels gràfics | Posicions màximes dels gràfics | Posicions màximes dels gràfics | Posicions màximes dels gràfics | Posicions màximes dels gràfics | Unitats        | Certificacions                |
| Títol                   | Detalls                                                                                                  | FRA                            | BEL (Fl)                       | BEL (Wa)                       | GER                            | SWI                            | SWI (Ro)                       | Unitats        | Certificacions                |
| ----------------------- | --- | ------------------------------ | ------------------------------ | ------------------------------ | ------------------------------ | ------------------------------ | ------------------------------ | -------------- | ----------------------------- |
| À bout de rêves         | - Publicació: 8 de juliol de 2016 - Etiqueta: ULM, Mercury , Universal - Format: CD , descàrrega digital | 1                              | 116                            | 1                              | —                              | 4                              | 1                              |                | - SNEP : 2 × platí - BEA : Or |
| Solune                  | - Publicat: 26 de gener de 2018 - Etiqueta: ULM, Mercury, Universal - Format: CD, descàrrega digital     | 2                              | —                              | 1                              | —                              | 8                              | 1                              |                | - SNEP: platí - BEA: platí    |
| VersuS (amb Vitaa )     | - Publicat: 23 d'agost de 2019 - Etiqueta: Mercuri - Format: CD, descàrrega digital, streaming           | 1                              | 78                             | 1                              | 99                             | 6                              | —                              | - FRA: 301.896 | - SNEP: diamant - BEA: platí  |
| Chroniques d'un Cupidon | - Publicat: 2 de setembre de 2022 - Etiqueta: Mercuri - Format: Descàrrega digital, streaming            | 1                              | 83                             | 1                              | —                              | 6                              | 1                              |                | - SNEP: platí - BEA: platí    |

### Reproduccions esteses
| Títol           | Detalls                                                                           |
| --------------- | --------------------------------------------------------------------------------- |
| Tourne le monde | - Publicació: 5 d'abril de 2011 - Etiqueta: Jasamara - Format: Descàrrega digital |

### Solters

#### Com a artista principal
| Solter                                                                                      | Curs | Posicions màximes dels gràfics | Posicions màximes dels gràfics | Posicions màximes dels gràfics | Certificacions             | Àlbum                   |
| Solter                                                                                      | Curs | FRA                            | BEL (Wa)                       | SWI                            | Certificacions             | Àlbum                   |
| ------------------------------------------------------------------------------------------- | ---- | ------------------------------ | ------------------------------ | ------------------------------ | -------------------------- | ----------------------- |
| "Paname"                                                                                    | 2016 | 10                             | —                              | —                              | - SNEP : platí             | À bout de rêves         |
| "À fleur de toi"                                                                            | 2016 | 12                             | —                              | —                              | - SNEP: platí              | À bout de rêves         |
| "Le vide"                                                                                   | 2016 | 68                             | —                              | —                              |                            | À bout de rêves         |
| "Adéu"                                                                                      | 2016 | 75                             | —                              | —                              | - SNEP: Or                 | À bout de rêves         |
| "La famille ça va bien!"                                                                    | 2016 | 139                            | —                              | —                              |                            | À bout de rêves         |
| "On n'oublie pas"                                                                           | 2016 | 192                            | —                              | —                              |                            | À bout de rêves         |
| "Abîmée" (amb Léa Castel)                                                                   | 2016 | 37                             | 8                              | —                              |                            | À bout de rêves         |
| "J'en suis là"                                                                              | 2017 | 14                             | —                              | —                              |                            | Solune                  |
| "Viens on s'aime"                                                                           | 2017 | 103                            | 10                             | —                              | - SNEP: platí              | Solune                  |
| "Luna" (amb Boostee)                                                                        | 2018 | —                              | 10                             | —                              |                            | Solune                  |
| "Je te le donne" (amb Vitaa )                                                               | 2018 | 12                             | 3                              | —                              | - SNEP: diamant            | Contra                  |
| "Nous dos"                                                                                  | 2019 | —                              | 13                             | —                              | - SNEP: Or                 | Solune (edició de luxe) |
| "Les choses simples" (amb Jenifer )                                                         | 2019 | 183                            | 8                              | —                              | - SNEP: Or                 | Nova pàgina             |
| "Versus" (amb Vitaa)                                                                        | 2019 | 159                            | 35                             | —                              | - SNEP: Or                 | Contra                  |
| "Ça va ça vient" (amb Vitaa)                                                                | 2019 | 45                             | 4                              | —                              | - SNEP: platí              | Contra                  |
| "Avant toi" (amb Vitaa)                                                                     | 2019 | 11                             | 2                              | 45                             | - SNEP: diamant - BEA : Or | Contra                  |
| "Pas beaux" (amb Vitaa)                                                                     | 2019 | 112                            | 5                              | —                              |                            | Contra                  |
| "Ça ira" (amb Vitaa)                                                                        | 2019 | 178                            | 20                             | —                              | - SNEP: Or                 | Contra                  |
| "Fais comme ça" (amb Vitaa i Kendji Girac )                                                 | 2019 | —                              | —                              | —                              | - SNEP: Or                 | Contra                  |
| "De l'or" (amb Vitaa)                                                                       | 2020 | 109                            | 8                              | —                              |                            | VersuS - Capítol II     |
| " Belle " (amb Dadju i Gims )                                                               | 2021 | 36                             | —                              | —                              |                            | Le Fléau                |
| "XY" (amb Vitaa)                                                                            | 2021 | 182                            | 47                             | —                              | - SNEP: platí              | Contra                  |
| "La recette"                                                                                | 2022 | 39                             | 7                              | —                              | - SNEP: platí              | Chroniques d'un Cupidon |
| "Des milliers de je t'aime"                                                                 | 2022 | 30                             | 7                              | —                              | - SNEP: platí              | Chroniques d'un Cupidon |
| "Chez toi" (amb Claudio Capéo )                                                             | 2023 | 110                            | 19                             | —                              | - SNEP: Or                 | Chroniques d'un Cupidon |
| " Mon amour "                                                                               | 2023 | —                              | —                              | —                              |                            | Single sense àlbum      |
| "—" denota un enregistrament que no es va publicar o no es va publicar en aquest territori. |      |                                |                                |                                |                            |                         |

#### Com a artista destacat
| Solter                                                                                      | Curs | Posicions màximes dels gràfics | Posicions màximes dels gràfics | Posicions màximes dels gràfics | Certificacions   | Àlbum          |
| Solter                                                                                      | Curs | FRA                            | BEL (Wa)                       | SWI                            | Certificacions   | Àlbum          |
| ------------------------------------------------------------------------------------------- | ---- | ------------------------------ | ------------------------------ | ------------------------------ | ---------------- | -------------- |
| " Bella ciao " (Naestro amb Maître Gims , Vitaa , Dadju i Slimane)                          | 2018 | 1                              | 13                             | 41                             | - SNEP : diamant | Ceinture noire |
| "Safe Digga" ( Mike Singer amb Slimane)                                                     | 2018 | —                              | —                              | —                              |                  | Déjà vu        |
| "—" denota un enregistrament que no es va publicar o no es va publicar en aquest territori. |      |                                |                                |                                |                  |                |

### Altres cançons classificades
| Solter                                | Curs | Posicions màximes dels gràfics | Àlbum           |
| Solter                                | Curs | FRA                            | Àlbum           |
| ------------------------------------- | ---- | ------------------------------ | --------------- |
| "Chez Laurette" (amb Michel Delpech ) | 2016 | 137                            | J'étais un ange |
| "Frérot"                              | 2017 | 163                            | À bout de rêves |

### Musicals
- 2015: Marie-Antoinette et le Chevalier de Maison-Rouge
  - "Tu penses à elle" (amb Mickaël Miro )
  - "La terreur citoyen" (solo)
  - "La France" (amb Kareen Antonn, Mickaël Miro i Valentin Marceau)
  - "La désillusion" (amb Valentin Marceau i Mickaël Miro)
  - "Marie-Antoinette" (solo)

## Filmografia
- 2016 - Léo Matteï, Brigade des mineurs com Raphaël
- 2018 - Break com Malik

## Televisió

### França
- 2007 – Popstars (M6, 4 temporada) – candidat
- 2009 – Nouvelle Star (M6, 7 temporada) – candidata
- 2011 – X Factor (M6, 2 temporada)– candidat
- 2012 – Encore une chance (NRJ 12) – candidat
- 2016 – The Voice (temporada 5) (TF1) – guanyador
- 2018 – Fort Boyard (França 2) – candidat
- 2018 – La France a un incroyable talent (M6, 13 temporada) – participació en el jurat de la segona semifinal
- 2019 – Miss França (TF1) – jurat
- 2019 – Boyard Land (França 2) – candidat

### Bèlgica
- 2018-2019 – The Voice Belgique (temporada 7 i 8) – jurat
- des del 2020 – The Voice Kids Belgique (temporada 1) – jurat